# Contea di Damxung
Damxung (當雄縣T; 当雄县S; Dāngxióng XiànP) è una contea cinese della prefettura di Lhasa nella Regione Autonoma del Tibet. Il capoluogo è la città di Damquka. Nel 1999 la contea contava 42.000 abitanti per una superficie totale di 10036 km². Damxung significa "pascolo selezionato" in lingua tibetana. La contea fu istituita nel 1959.

## Geografia fisica

### Territorio
La contea si trova nel centro della regione autonoma del Tibet nei pressi del lago di Nam Co e nell'area delle catene montuose di Gangdisê e Nyainqêntanglha (7.111 metri di picco). Quest'ultima catena attraversa l'intera contea.
Il lago di Nam Co (il più grande lago in Tibet) si estende su una superficie di 1.920 chilometri quadrati ed è una nota attrazione turistica.

### Clima
La temperatura media annua è di 1,3 gradi, le precipitazioni medie annue di 456,8 millimetri. Neve, grandine, gelo alternato a siccità, venti forti e frequenti disastri naturali sono frequenti.

## Economia
Le risorse principali sono le miniere di zolfo, il caolino, la pozzolana e il gesso e la torba. L'allevamento è altresì in piena espansione nella zona. Vengono allevati yak, pecore, capre e cavalli.
L'autostrada Qinghai-Tibet (G109, parte della G219), attraversa l'intera contea e la stazione ferroviaria di Damxung collega la regione da nord a Lhasa. Le strade aperte al traffico hanno raggiunto i 1.625 km.
| Name       | Tibetano   | Wylie        | Chinese  | Pinyin          |
| ---------- | ---------- | ------------ | -------- | --------------- |
| Damquka    | འདམ་ཆུ་ཁ།   | 'dam chu kha | 当曲卡镇 | Dāngqǔkǎ Zhèn   |
| Yangbajain | ཡངས་པ་ཅན།། | yangs pa can | 羊八井镇 | Yángbājǐng Zhèn |
| Gyaidar    | རྒྱས་དར།།    | rgyas dar    | 格达乡   | Gédá Xiāng      |
| Nyingzhung | སྙིང་དྲུང།     | snying drung | 宁中乡   | Níngzhōng Xiāng |
| Gongtang   | ཀོང་ཐང།     | kong thang   | 公塘乡   | Gōngtáng Xiāng  |
| Lungring   | ལུང་རིང།     | lung ring    | 龙仁乡   | Lóngrén Xiāng   |
| Wumatang   | དབུ་མ་ཐང།   | dbu ma thang | 乌玛塘乡 | Wūmǎtáng Xiāng  |
| Namco      | གནམ་མཚོ།    | gnam mtsho   | 纳木错乡 | Nàmùcuò Xiāng   |